# Acanthodactylus mechriguensis
Acanthodactylus mechriguensis е вид влечуго от семейство Гущерови (Lacertidae). Видът е критично застрашен от изчезване.

## Разпространение
Разпространен е в Тунис.